# گروه آوگا
گروه آوگا (انگلیسی: Auga Group) شرکت صنایع غذایی لیتوانیایی است، که در سال ۲۰۰۳ تأسیس شد.